# Церков'є
Церков'є (біл. Царкоўе) — селище в Поколюбицькій сільській раді Гомельського району Гомельської області Республіки Білорусь.

## Географія

### Розташування
За 2 км від залізничної станції Костюківка (на лінії Жлобин — Гомель), 5 км на північ від Гомеля.

## Транспортна мережа
Транспортні зв'язки дорогою, потім шосе Довськ — Гомель. Планування складається із прямолінійної меридіональної вулиці, забудованої дерев'яними будинками.

## Історія
Засноване на початку XX століття переселенцями із сусідніх сіл. 1926 року в Лопатинській сільраді. 1931 року жителі вступили до колгоспу. 1959 року у складі колгоспу «Лопатинское» (центр — село Лопатине).

## Населення

### Чисельність
- 2009 — 63 мешканці.

## Відомі уродженці
- М. І. Бирков — лауреат Державної премії Білорусі.